# Tile von Damm
Tile von Damm (* um 1310 in Braunschweig; † 19. April 1374 ebenda) war ein Ratsherr der Stadt Braunschweig. Er wurde im Zuge der „Großen Schicht“, eines innerstädtischen Aufstandes, hingerichtet.

## Leben
Tile gehörte einem seit 1267 in Braunschweig nachweisbaren Patrizier- und Stadtadelsgeschlecht von Damme an. Die Mitglieder der einflussreichen Familie waren als Gewandschneider, Fernkaufleute und Wechsler zu einem großen Vermögen gekommen. Familienmitglieder saßen von 1307 nahezu ohne Unterbrechung bis 1671 im Rat der Stadt Braunschweig.
Tile war zu Lebzeiten vermutlich der reichste Bürger Braunschweigs. Er besaß umfangreiche Ländereien im Umland, darunter Dörfer und Ämter. Für den welfischen Landesherrn übernahm er wiederholt Bürgschaften. Tile ist seit 1339 als Ratsherr des Weichbilds Altstadt nachweisbar. Er war mindestens seit 1365 „führender Ratsherr“, was dem späteren Amt des Bürgermeisters entsprach, und trug somit wesentliche Verantwortung für die städtische Innen- und Außenpolitik. Von 1354 bis 1367 ist er als Provisor des Marienhospitals nachweisbar.

### Die „Große Schicht“ von 1374

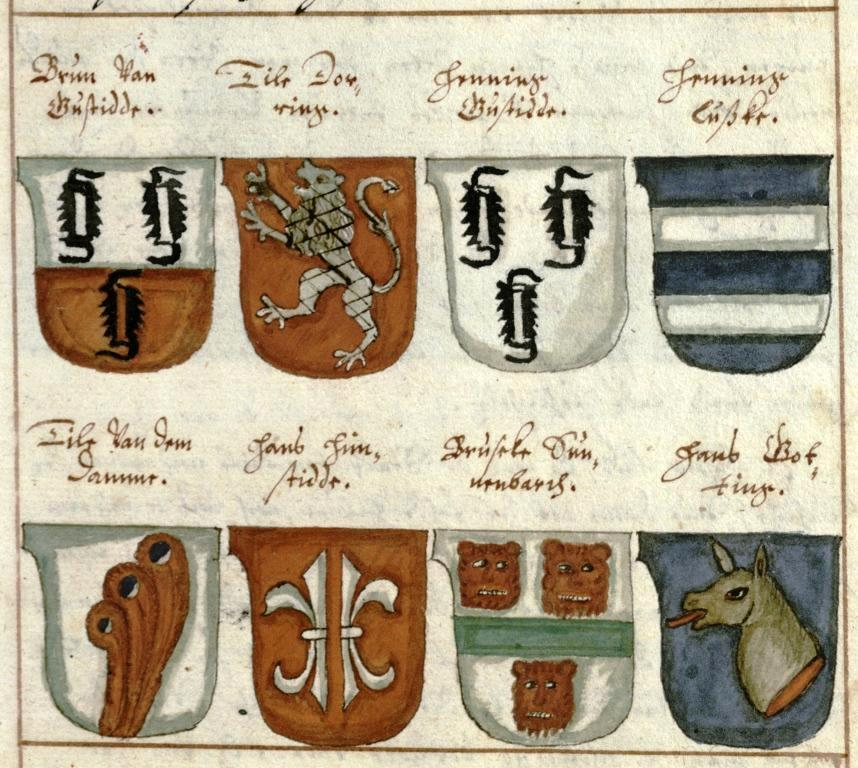
Schichtbuch Hermann Botes von 1514: Die Wappen der während der „Großen Schicht“ von 1374 getöteten acht Ratsherren: (v. l. n. r. und v. o. n. u.) Brun van Gustidde, Cort Doring [irrtümlich als Tile Doringe bezeichnet], Henning Gustidde, Henning Lußke, Tile van dem Damme, Hans Himstidde, Ambrosius Sunnenberge und Hans Gottinge.

Die Stadt war durch kriegerische Unternehmungen und ihre Pfandschlosspolitik stark verschuldet und plante daher eine Steuererhöhung. Diese wurde zum Auslöser eines blutigen innerstädtischen Aufstandes, in dessen Verlauf acht Ratsherren zu Tode kamen. Hier fand ebenso die Unzufriedenheit der am städtischen Regiment nicht beteiligten wirtschaftlichen Aufsteiger über die patrizisch-elitäre Regierung ihren Ausdruck. So wurde Tile als Stellvertreter der herrschenden Geschlechter zum ersten Opfer der Aufständischen, die sein Haus zu den Sieben Türmen am Altstadtmarkt plünderten und in Brand steckten. Tile hielt sich kurze Zeit versteckt und wurde nach seiner Entdeckung am 19. April 1374 auf dem Hagenmarkt geköpft.